# Радьківка (Прилуцький район)
Ра́дьківка — село в Україні, у Прилуцькому районі Чернігівської області. Населення становить 106 осіб. Входить до складу Малодівицької селищної громади.

## Географія
Селом протікає річка Радківка і впадає у річку Удай. Вище за течією річки Радківка на відстані 2 км розташоване село Пелюхівка. На протилежному березі річки Удай знаходиться село Заудайка.

## Історія села
Хутір Радьківщина, тепер село Радьківка, знаходився серед дрімучого лісу на північ від Прилук поблизу річки Удай. 4 березня 1709 року цей хутір разом з млином придбав Павло Ракович, що було затверджено універсалом гетьмана Івана Скоропадського.
Павло Ракович по прикладу свого батька Семена служив у козачих полках в чині бунчукового товариша. Учасник Гилянського походу, в котрому загинули його сини Андрій та Федір. В 1729 році за універсалом Данила Апостола призначений наказним полковником Переяславського полку. Мав близькі стосунки з відомим Київським митрополитом Рафаїлом Заборовським, який за сімейними переказами приїздив у маєтності Раковичів.
Найдавніше знаходження на мапах 1812 рік
У 1862 році у селі володарському Радьківка була церква, 2 ярмарки, 3 заводи та 20 дворів де жило 242 особи.
У 1911 році у селі Радьківка була Вознесенська церква, церковно-парафіяльна школа та жило 404 особи.
До 1935 року приєднана Слобідка (Радьківська (Обичівська), Раковича)

## Історія сільської церкви
25 січня 1736 року Павло Ракович уклав угоду з Корнилієм Нельговським (батько відомого петербурзького співака, сотника Лохвицької сотні Василя Нельговського), пресвітером Обичівської Свято-Михайлівської церкви про будівництво у своєму дворі церкви Вознесіння Господнього. На це було отримано дозвіл від ігумена Густинського монастиря Гавриїла Леопольського. За відмову від частини свого приходу отець Корнилій попросив надати йому право, або його дітям бути настоятелем Радьківської церкви.
Церква була дерев'яна, невелика, знаходилась поруч від сучасної. Три покоління Раковичів зі своїми парафіянами молились у першій Радьківській церкві, і врешті представник четвертого покоління після Павла Раковича, бунчуковий товариш, а пізніше колезький асесор Федір Стефанович Ракович, вирішив побудувати нову церкву, бо перша прийшла в непридатний стан.
Дозвіл на будівництво нової кам'яної церкви було отримано 16 грудня 1796 року за № 1730 у архієпископа Чернігівського і Ніжинського Віктора (Садковського).
Федір Ракович отримав гарну освіту на той час у Київської духовної академії. Тому побажав, щоб церква в архітектурі та живописі була високохудожньо оздоблена.
На жаль, невідомі імена майстрів прекрасної святині. Чудовий іконостас, фрески у вівтар, ікону Божої Матері було створено запрошеним академіком.
18 травня 1805 року храм було освячено. Дзвіниця побудована окремо від церкви. При церкві існував чудовий хор, слава про нього була відома далеко від Радьківки. 11 травня 1815 року помер Федір Ракович, який був похований з лівого боку при вході до церкви, 2 травня 1836 року померла Анастасія — дружина Федора, яка похована з правого боку при вході до церкви. Над прахом померлих були вмуровані мармурові плити з надписами.
Вознесенська церква була холодною і тому старший син Федора Раковича, колезький асесор Олександр Федорович Ракович, отримавши дозвіл від 13 червня 1846 року у архієпископа Полтавського і Переяславського Гедеона (Вишневського), з північної сторони прибудував до церкви теплий храм Олександра Невського. Кріпосний селянин Мусій Криворучко створив різьблений іконостас. Ікони — копії з творів італійських малярів, писані родичкою Раковичів, художницею-аматоркою Кочубей.
У 1879 році помер Олександр і його дружина Марія Ракович, вони були поховані в склепі церкви Олександра Невського. На цвинтарі церкви поховані старший син Олександра Георгій Олександрович і дві його дочки — Надія та Ольга.
18 травня 1905 року виповнилось 100 років, коли була освячена Радьківська Вознесенська церква. Священник цієї церкви Петро Базилевський дослідив архівні записи, котрі зберігалися в церковних приміщеннях і до ювілейної дати видав статтю у журналі «Полтавские епархиальные ведомости» № 17 від 1 червня 1905 року. Стаття «История возникновения церкви в с. Радьковка. (Ко столетию Вознесенской церкви)» описує життя власників церкви — родини Раковичів, будівництво та історію церковного життя.
Описано церковне майно першої дерев'яної Радьківської церкви: Євангеліє, обкладене срібними прикрасами 1785 року; дзвони — 2 штуки 1788 року; уніатський требник 1771 року; тріодпостна 1727 року; апостол 1695 року; служебник 1735 року (подарований Павлу Раковичу митрополитом Рафаїлом, на ньому крім підпису Рафаїла є підпис архієпископа Полтавського Іоанна); метричні записи 1738 року; укази 1737 року; декілька ікон; дерев'яний свічник…
За часів бездуховності країни Рад церква руйнується, виконує роль зерносховища, з допомогою Прилуцьких «дачників» і байдужості районної влади розкрадається підлога, цегла, нищаться стіни… Храм Олександра Невського повністю зруйнований.
В перші роки української незалежності не здійснювалось ніяких зусиль, щоб зберегти чудову архітектуру споруди початку XIX ст. Така безвідповідальність призводила до знищення не тільки архітектури, а й нашої духовності.
З проханням до Синоду та Патріарха Київського і всієї Руси-України Філарета відкрити Свято-Вознесенський чоловічий монастир на базі храму Вознесіння Господнього в с. Радьківка Прилуцького району Чернігівської області звернувся єпископ Чернігівський і Ніжинський Іларіон.
23 січня 2010 року під головуванням Святійшого Патріарха Київського і всієї Руси-України Філарета в його столичній резиденції відбулося засідання Священного Синоду Української православної церкви Київського Патріархату.
Синод постановив благословити утворення першого чинного чоловічого монастиря Української православної церкви Київського патріархату на території Чернігівщини і при храмі було відкрито Свято-Вознесенський чоловічий монастир УПЦ КП, якому допомагає окремий Прилуцький козацький полк ім. П. Сагайдачного.
8 березня 2013 року Синод розглянув прохання преосвященного Євстратія, архієпископа Чернігівського і Ніжинського, про затвердження ієромонаха Петра (Репетухи) намісником Вознесенського чоловічого монастиря в селі Радьківка Прилуцького району Чернігівської області.
Отець Петро (в миру — Павло Григорович Репетуха) закінчив Київську Академію при Михайлівському монастирі, ніс послух у храмі Нової Басані, був пострижений у монахи в Чернігівський єпархіальній церкві Святителя Феодосія, потім посвячений в ієродиякони в Катерининській церкві, потім, в тій же церкві, зведений в сан ієромонаха.

## Сучасність

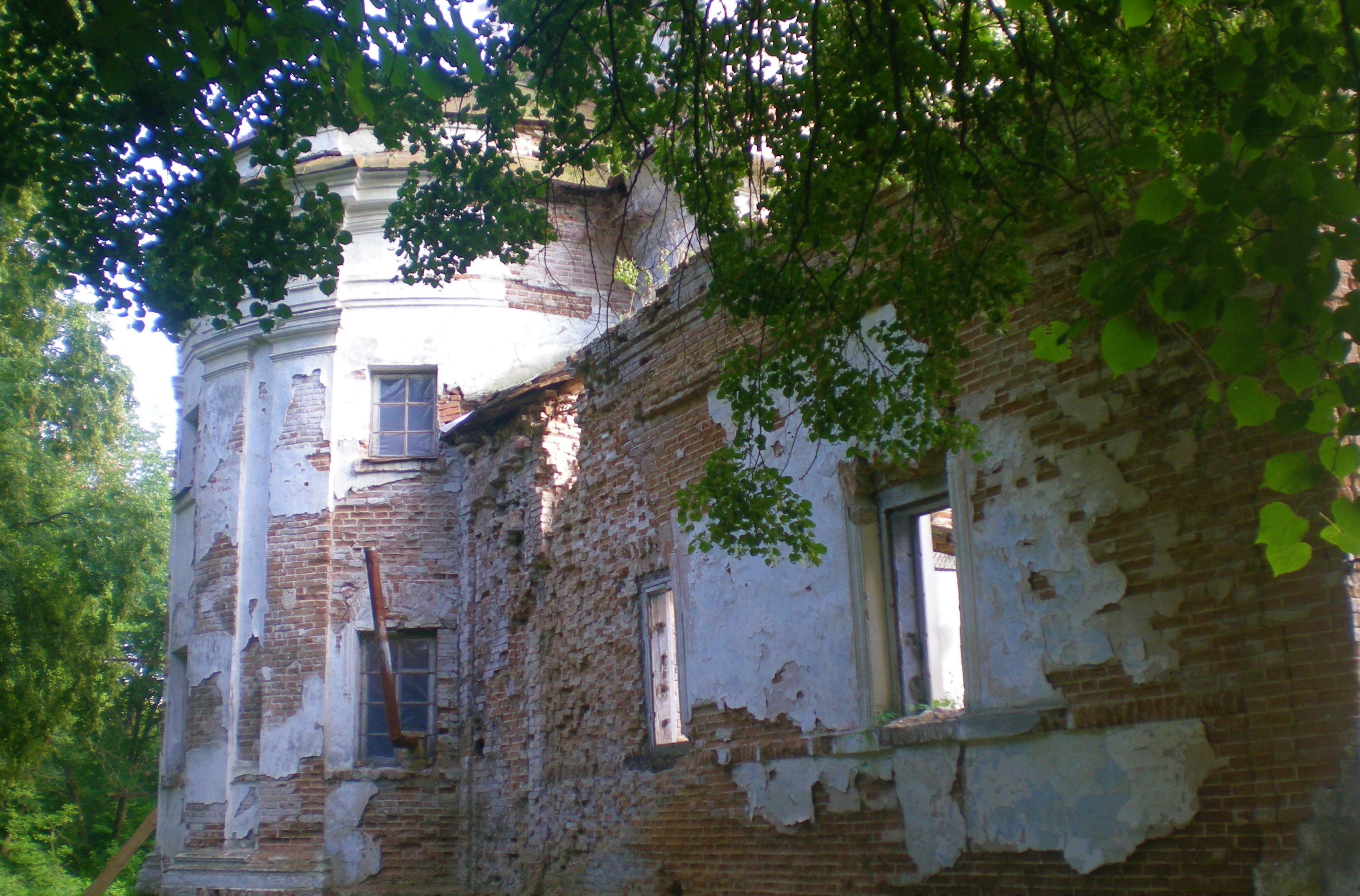
Стан однієї зі стін Вознесенської церкви. Червень, 2013

Отець Петро проводить недільні і святкові служби, при храмі є хор півчих. Двері до храму відкриті цілодобово, в ньому немає замків — навіть вночі можна зайти до церкви, взяти безкоштовну свічку, запалити її і порозмовляти з Богом в тиші.
9 жовтня 2018 року церква стала прихистком для жителів села під час вибухів на 6 арсеналі поблизу смт. Дружба.
Зараз Вознесенська церква знаходиться в стадії відновлення і жителі с. Радьківка та туристи не втрачають надії на відновлення величної святині.
Церква і сьогодні дивує туристів досконалістю архітектурних форм. А місцеві жителі доповнюють розповіді про храм і його чудодійну силу.
Храм знаходиться на околиці села серед сільського парку, являє собою пам'ятник класицизму. Перед входом до Свято-Вознесенської церкви знаходиться гранітна надгробна плита, встановлена поміщиці Ракович.